# Zametopina
Zametopina es un género de arañas cangrejo de la familia Thomisidae. Contiene una sola especie, Zametopina calceata. La especie fue descrita por Eugène Simon en 1909.
Aparece registrado en una sección de la publicación Bulletin scientifique de la France et de la Belgique, 42.

## Distribución
Se distribuye por Asia: China y Vietnam.